# Georges-Octave Poulin
Pour les articles homonymes, voir Poulin.
Georges-Octave Poulin (Saint-Martin, Canada, 20 août 1894 - Saint-Martin, Canada, 15 mars 1963) est un homme politique québécois. Il a été le député de la circonscription de Beauce pour l'Union nationale de 1945 à 1960.
Il était le frère du député Raoul Poulin et le beau-père du ministre Paul-Émile Allard.